# Onthophagus illotus
Onthophagus illotus là một loài bọ cánh cứng trong họ Bọ hung (Scarabaeidae).